# Sonnenreflex

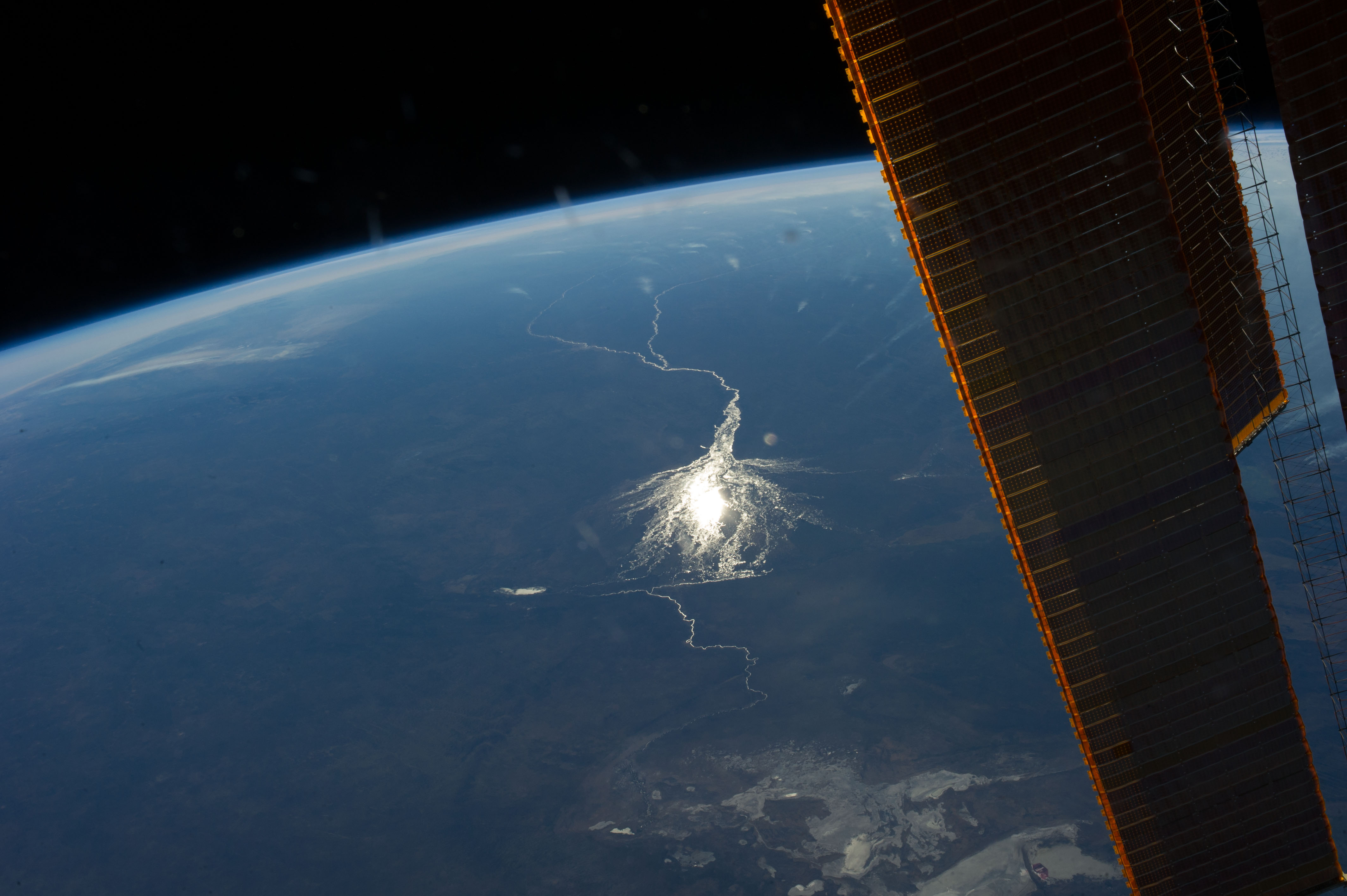
Von der ISS beobachteter Sonnenreflex im Okavangodelta

Ein Sonnenreflex (englisch sunglint), auch Sonnenglitzern, Sonnenglanz oder Sonnenspiegelung, ist ein optisches Phänomen, das für einen Beobachter sichtbar wird, wenn Sonnenlicht auf einer Wasseroberfläche im gleichen Winkel reflektiert wird wie der Beobachtungswinkel. Dieses Phänomen ist besonders im Bereich der Satelliten-Fernerkundung von Bedeutung, wo der Effekt z. B. auftreten kann, wenn Satellitenbilder von Meeresflächen erstellt werden. Für einen menschlichen Beobachter am Boden sind Sonnenreflexe z. B. das typische Glitzern eines Sees.

## Störender Einfluss
Das Auftreten von Sonnenreflexen wird in der Fernerkundung oftmals als Störquelle angesehen, da die grell erscheinenden Wasserflächen interessante Bildbereiche überlagern können. Vor allem bei der Ozeanografie, wo Satellitendaten z. B. für die Bestimmung von Chlorophyll-Konzentrationen in Ozean- und Küstenregionen verwendet werden, können Sonnenreflexe die Genauigkeit und Qualität der Aussagen erheblich beeinflussen. Verfahren zur Abmilderung dieses negativen Einflusses sind Gegenstand zahlreicher Untersuchungen.

## Positiver Nutzen
Trotz des größtenteils negativen Einflusses eröffnet der Effekt bei bestimmten Konstellationen und Anwendungen einige einzigartige Möglichkeiten. Die Detektion von natürlich vorkommenden sowie durch den Menschen verursachten Ölteppichen wird vereinfacht, da diese die Wellenbildung an der Oberfläche des Wassers abmildern, wodurch das einfallende Sonnenlicht weniger diffus reflektiert wird als von den umgebenden Wasserflächen. Abhängig vom Betrachtungswinkel erscheinen die Ölteppiche daher heller oder dunkler als die sie umgebenden Wassermassen.
Beim Auftreten von Sonnenglanz können unter Umständen bestimmte atmosphärische Effekte sichtbar werden, die andernfalls nicht aufgezeichnet werden könnten. So werden in einer Satellitenaufnahme des Arabischen Meers atmosphärische Schwerewellen sichtbar, da die schwerkraftbedingt absinkenden Luftmassen auf die Wasseroberfläche auftreffen, wodurch diese aufgeraut wird und demnach das einfallende Sonnenlicht diffuser streut.